# Мальмберг, Эрик
Эрик Мальмберг (швед. Erik Malmberg; 15 марта 1897, Гётеборг, Швеция — 9 мая 1964, Гётеборг, Швеция) — финский и шведский борец греко-римского и вольного стилей, чемпион и призёр Олимпийских игр, чемпион и призёр чемпионатов Европы по греко-римской борьбе, чемпион и призёр чемпионатов Европы по вольной борьбе 

## Биография
В 1921 году выступил на чемпионате мира за сборную Финляндии и сумел завоевать третье место. 
Выступал на Летних Олимпийских играх 1924 года в Париже. Боролся в весовой категории до 62 килограммов (полулёгкий вес). Турнир проводился по системе с выбыванием после двух поражений, а места распределялись соответственно количеству выигранных схваток. Схватка продолжалась 20 минут и если победитель не выявлялся в это время, назначался дополнительный 6-минутный раунд борьбы в партере. В категории боролись 27 спортсменов.
| Круг | Соперник            | Страна    | Результат | Основание | Время схватки |
| ---- | ------------------- | --------- | --------- | --------- | ------------- |
| 1    | Энрико Порро        | Италия    | Победа    | По очкам  | -             |
| 2    | -                   | -         | -         | -         | -             |
| 3    | Карл Мезулиан       | Австрия   | Победа    | По очкам  | -             |
| 4    | Марсель Капрон      | Франция   | Победа    | По очкам  | -             |
| 5    | Эдён Радваны        | Венгрия   | Победа    | По очкам  | -             |
| 6    | Артур Норд          | Норвегия  | Победа    | По очкам  | -             |
| 7    | Алексантери Тойвола | Финляндия | Поражение | По очкам  | -             |

Завоевал бронзовую медаль олимпийских игр.
В 1925 году стал бронзовым призёром чемпионата Европы, в 1926 году — серебряным.
На Летних Олимпийских играх 1928 года в Амстердаме боролся в весовой категории до 62 килограммов (полулёгкий вес). Турнир проводился по системе с выбыванием из борьбы за чемпионский титул после двух поражений. В категории боролись 20 спортсменов. .
| Круг  | Соперник            | Страна    | Результат | Основание | Время схватки |
| ----- | ------------------- | --------- | --------- | --------- | ------------- |
| 1     | Роже Молле          | Франция   | Победа    | Туше      | -             |
| 2     | Исидор Бьери        | Швейцария | Победа    | Туше      | -             |
| 3     | Алексантери Тойвола | Финляндия | Победа    | По очкам  | -             |
| 4     | Эге Мейер           | Дания     | Поражение | По очкам  | -             |
| 5     | -                   | -         | -         | -         | -             |
| 6     | Джероламо Квалья    | Италия    | Победа    | Туше      | -             |
| Финал | Вольдемар Вяли      | Эстония   | Поражение | Туше      | -             |

Завоевал серебряную медаль олимпийских игр.
В 1929 году стал наконец чемпионом Европы, но в вольной борьбе, а в греко-римской борьбе завоевал этот титул в 1930 году. 
На Летних Олимпийских играх 1932 года в Лос-Анджелесе боролся в категории до 66 килограммов (лёгкий вес); титул оспаривали 6 человек. Выбывание из турнира проходило по мере накопления штрафных баллов. Схватку судили трое судей, за чистую победу штрафные баллы не начислялись, за победу решением судей при любом соотношении голосов начислялся 1 штрафной балл, за проигрыш решением 2-1 начислялись 2 штрафных балла, проигрыш решением 3-0 и чистый проигрыш карался 3 штрафными баллами.
| Круг | Соперник        | Страна    | Результат | Основание             | Время схватки |
| ---- | --------------- | --------- | --------- | --------------------- | ------------- |
| 1    | Эде Шперлинг    | Германия  | Победа    | 3-0 (1 штрафной балл) | -             |
| 2    | Аарне Рейни     | Финляндия | Победа    | 3-0 (1 штрафной балл) | -             |
| 3    | Ёнэити Миязаки  | Япония    | Победа    | Туше                  | 3:25          |
| 4    | Абрахам Курланд | Дания     | Победа    | 3-0 (1 штрафной балл) | -             |

Эрик Мальмберг на своей третьей олимпиаде стал, наконец, олимпийским чемпионом.
В 1937 году вновь выступал на чемпионате Европы в вольной борьбе и стал чемпионом Европы.
Эрик Мальмберг - брат Альгота Мальмберга, участника олимпийских игр 1928 года, борца-легковеса.